# Тетяна Яблонська (монета)
«Тетя́на Ябло́нська» — ювілейна монета номіналом 2 гривні, випущена Національним банком України. Присвячена Тетяні Нилівні Яблонській — народній художниці України, лауреату Національної премії України імені Тараса Шевченка та багатьох інших відзнак.
Монету введено в обіг 21 лютого 2017 року. Вона належить до серії «Видатні особистості України».

## Опис та характеристики монети
| Номінал грн. | Метал      | Маса, грам | Діаметр, мм. | Якість виготовлення       | Гурт     | Тираж, штук |
| ------------ | ---------- | ---------- | ------------ | ------------------------- | -------- | ----------- |
| 2            | нейзильбер | 12,8       | 31           | спеціальний анциркулейтед | рифлений | 25 000      |

### Аверс
На аверсі монети розміщено: угорі малий Державний Герб України та напис «УКРАЇНА» (півколом праворуч); стилізований фрагмент картини Тетяни Яблонської «Льон» (1975 року); унизу: номінал «2/ГРИВНІ» (ліворуч), логотип Банкнотно-монетного двору Національного банку України та рік карбування монети «2017» (праворуч).

### Реверс
На реверсі монети на дзеркальному тлі зображено портрет Тетяни Яблонської з палітрою в руках; ліворуч написи: «ЯБЛОНСЬКА ТЕТЯНА» (півколом), факсиміле художниці, під яким цифри «100».

## Автори

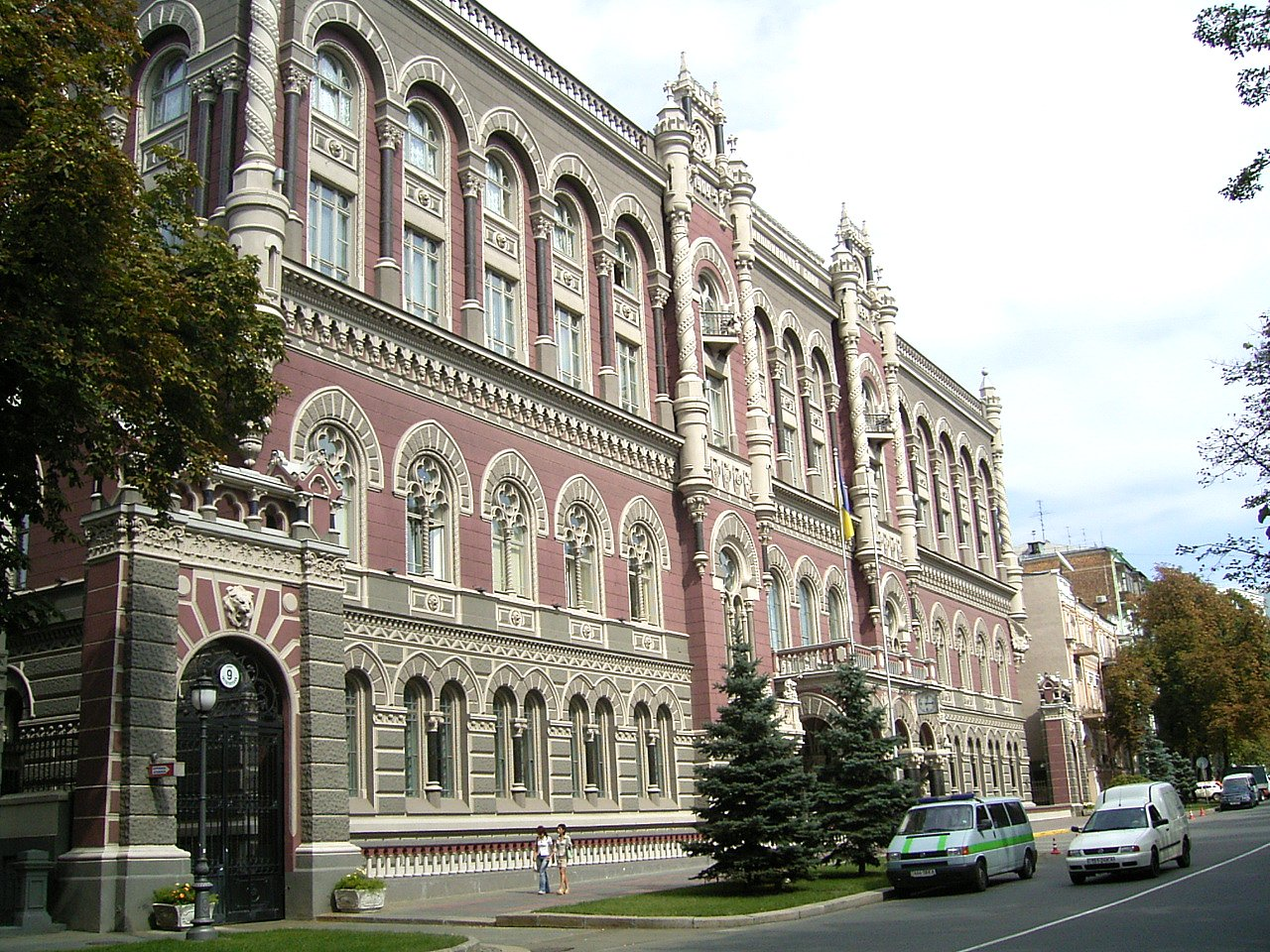
Будівля Національного банку України

- Художник — Фандікова Наталія.
- Скульптори: Дем'яненко Володимир, Атаманчук Володимир

## Вартість монети
Під час введення монети в обіг 2017 року, Національний банк України реалізовував монету через свої філії за ціною 35 гривень.
Фактична приблизна вартість монети, з роками змінювалася так:
| Рік        | 2017 | 2018 | 2019 | 2020 | 2021 | 2022 | 2023 | 2024 | 2025 |
| ---------- | ---- | ---- | ---- | ---- | ---- | ---- | ---- | ---- | ---- |
| Ціна, грн. | 87   | 105  | 105  | 100  | 105  | 115  | 140  | 280  | 280  |